# Municipalité de Gomez Palacio
Gomez Palacio est une des 39 municipalités de l'état de Durango au nord-ouest du Mexique. Son chef-lieu est la ville de Gomez Palacio et elle est située dans la région Lagunera.

## Démographie
Selon le dénombrement réalisé en 2005 par l'Institut National de Statistique et Géographie, la population totale de la municipalité de Gomez Palacio est de 304 515 habitants, dont 150 085 sont des hommes et 154 430 sont des femmes. Le taux de croissance de la population annuelle de 2000 à 2005 a été de 1.9%. 32.0% des habitants ont moins de 15 ans; 61.9% ont entre 15 et 64 ans. 82.0% des habitants résident dans des localités de plus de 2 500 habitants et 0,2% des habitants de plus de 5 ans parlent une langue indigène,.

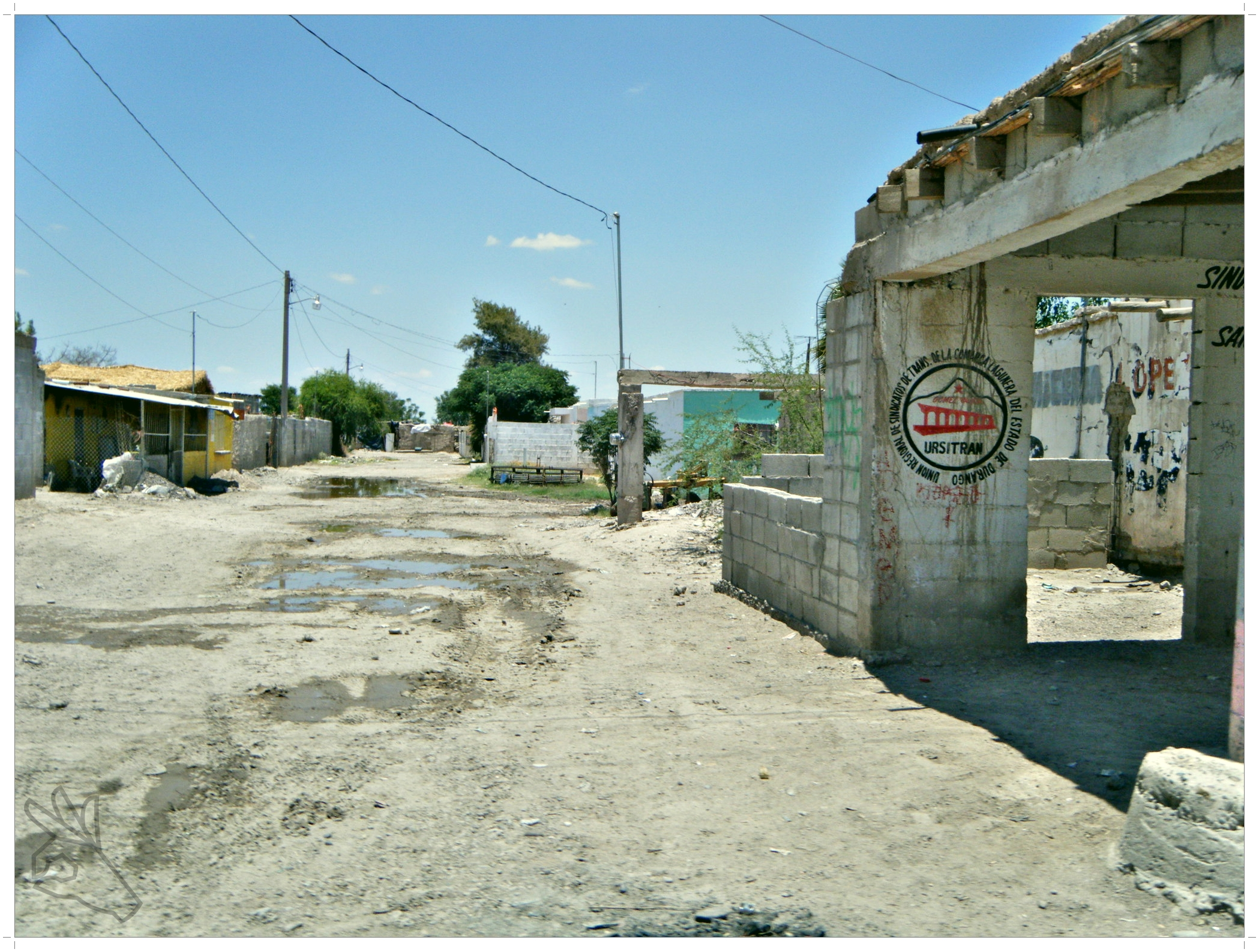
Banlieue Estación Villedo

### Localités
Gomez Palacio se composent de 344 localités. Les principales localités sont (avec la population de 2005) :

Principales localités

| Localité                 | Population |
| Totale                   | 304 515    |
| Gómez Palacio            | 239 842    |
| San Felipe               | 4 936      |
| La Popular               | 3 106      |
| Pastor Rouaix            | 2 728      |
| Transporte               | 2 494      |
| El Vergel                | 2 065      |
| San José de Viñedo       | 1 951      |
| Venecia                  | 1 726      |
| Esmeralda                | 1 704      |
| Jiménez                  | 1 544      |
| Arcinas                  | 1 530      |
| Villa Gregorio A. García | 1 409      |
| Huitrón                  | 1 398      |
| Santa Cruz Luján         | 1 395      |
| Seis de Octobre          | 1 256      |
| Glorieta                 | 1 238      |
| Arturo Martínez Adame    | 1 098      |
| Eureka de Media Luna     | 1 095      |
| Puente de la Torreña     | 1 089      |
| La Flor                  | 1 027      |
| Dinamita                 | 800        |

## Politique

### Présidents municipaux
- (1965 - 1968): José Rebollo Acosta
- (1968 - 1971): Gustavo Elizondo Villarreal
- (1971 - 1974): Jesús Ibarra Rayas
- (1974 - 1977): Carlos Antonio Herrera Araluce
- (1977 - 1980): Régulo Ezquivel Gámez
- (1980 - 1983): José Miguel Castro Carrillo
- (1983 - 1986): Manuel Gamboa Cano
- (1986 - 1989): José Rivero Ibarra
- (1989 - 1992): José Rebollo Acosta
- (1992 - 1995): Ernesto Boehringer Lugo
- (1995 - 1998): Rafael Villegas Attolini
- (1998 - 2001): Carlos Antonio Herrera
- (2001 - 2004): Juana Leticia Herrera Ale de Lozano
- (2004 - 2007): Octaviano Rendón Arce
- (2007 - 2009): Ricardo Rebollo Mendoza
- (2009 - 2010): Mario Alberto Calderón Cigarroa
- (2010 - 2013): María du Rocío Rebollo Mendoza
- (2013 -)  Actuel: José Miguel Campillo Carrete

### Sources
- Institut National pour le Fédéralisme et le Développement Municipal, Secrétariat de Gobernación (2005). Secretaría de Gobernación (México), « Enciclopedia de los Municipios de México » [archive du 12 mai 2007], sur Instituto Nacional para el Federalismo y el Desarrollo Municipal, 2005 (consulté le 24 novembre 2015)
- Instituto Nacional de Estadística y Geografía, « Prontuario de información geográfica municipal de los Estados Unidos Mexicanos: Gómez Palacio, Durango », 2005 (consulté le 2010)